# イエメンリーグ
イエメンリーグ（英: Yemeni League）は、イエメンにおけるサッカーの最上位リーグである。イエメン内戦のため、2014年から2021年までリーグは中断していた。

## 所属クラブ
2013-14シーズン
| クラブ名                       | ホームタウン |
| ------------------------------ | ------------ |
| アル・サクルSC                 | タイズ       |
| アル・アハリ・サナア           | サナア       |
| アル・ウルーバ・クラブ         | サナア       |
| アル・ティラルSC               | アデン       |
| アル・イテハド・イッブ         | イッブ       |
| アル・ヤルムークSCC            | サナア       |
| アル・シャアブ・ハドラマウト   | ムカッラー   |
| シャバブ・アル・ジール         | フダイダ     |
| アル・ヒラル・アル・サーヒリー | フダイダ     |
| アル・シャアブ・イッブ         | イッブ       |
| アル・シャアブ・サナア         | サナア       |
| アル・ラシード                 | タイズ       |
| アル・アハリ・タイズ           | タイズ       |
| 5.22サナア                     | サナア       |

## 歴代優勝クラブ
- 1990-91：アル・ティラル
- 1991-92：アル・アハリ・サナア
- 1992-93：未開催
- 1993-94：アル・アハリ・サナア
- 1994-95：アル・ワフダ・サナア
- 1995-96：未開催
- 1996-97：アル・ワフダ・サナア
- 1997-98：アル・ワフダ・サナア
- 1998-99：アル・アハリ・サナア
- 1999-00：アル・アハリ・サナア
- 2000-01：アル・アハリ・サナア
- 2001-02：アル・ワフダ・サナア
- 2002-03：アル・シャアブ・イッブ
- 2003-04：アル・シャアブ・イッブ
- 2004-05：アル・ティラル
- 2005-06：アル・サクル
- 2006-07：アル・アハリ・サナア
- 2007-08：アル・ヒラル・フダイダ
- 2008-09：アル・ヒラル・フダイダ
- 2009-10：アル・サクル
- 2010-11：アル・ウルーバ
- 2011-12：アル・シャアブ・イッブ
- 2013：アル・ヤルムーク
- 2013-14：アル・サクル
- 2014-15：リーグ中断
- 2015-16：未開催
- 2016-17：未開催
- 2017-18：未開催
- 2018-19：未開催
- 2020：アル・シャアブ・ハドラマウト
- 2020-21：未開催
- 2021-22：ファーマンSCC

## クラブ別優勝回数
| クラブ名                 | 回数 |
| ------------------------ | ---- |
| アル・アハリ・サナア     | 6回  |
| アル・ワフダ・サナア     | 4回  |
| アル・シャアブ・イッブ   | 3回  |
| アル・ヤルムーク・サナア | 3回  |
| アル・サクル             | 3回  |
| アル・ティラル           | 2回  |
| アル・ヒラル・フダイダ   | 2回  |
| アル・ウルーバ           | 1回  |

## 歴代得点王
| シーズン | 選手名                         | 所属クラブ             | 得点 |
| -------- | ------------------------------ | ---------------------- | ---- |
| 1991-92  | シャラフ・マハフード           | アル・ティラル         | 30   |
| 1993-94  | ムハンマド・アル＝アズアズィー | アル・ズフラ・サナア   | 19   |
| 1994-95  | ジヤーブ・バーシャーファイー   | ハサーン・アブヤン     | 25   |
| 1996-97  | ジャミール・アル＝マクトリー   | シャムサーン・アデン   | 21   |
| 1997-98  | アーデル・アッ＝サーリミー     | アル・アハリ・サナア   | 20   |
| 1998-99  | ファトヒー・ジャービル         | アル・ティラル         | 22   |
| 1999-00  | アーデル・アッ＝サーリミー     | アル・アハリ・サナア   | 17   |
| 2000-01  | アリー・アル＝ノーノー         | アル・アハリ・サナア   | 24   |
| 2002     | アーデル・アッ＝サーリミー     | アル・アハリ・サナア   | 18   |
| 2002-03  | フェクリー・アル＝フバイシー   | アル・シャアブ・イッブ | 13   |
| 2003-04  | ヨルダノス・アベー             | アル・サケル           | 15   |
| 2005     | ヨルダノス・アベー             | アル・サケル           | 16   |
| 2006     | フェクリー・アル＝フバイシー   | アル・シャアブ・イッブ | 26   |
| 2007     | ベルハヌ・カシーム             | アル・ヒラル・フダイダ | 15   |
| 2007-08  | アリー・アル＝ノーノー         | アル・アハリ・サナア   | 11   |
| 2008-09  | アリー・アル＝ノーノー         | アル・アハリ・サナア   | 12   |
| 2009-10  | アンボイオ                     | アル・サケル           | 15   |
| 2010-11  | テスフェイェ・タフェセ         | アル・ティラル         | 14   |
| 2011-12  | シャアバーン・ナッガール       | アル・ウルーバ         | 14   |